# Saison 1 de Fear the Walking Dead
Chronologie
Saison 2
Cet article présente les Six épisodes de la première saison de la série télévisée américaine Fear the Walking Dead. C'est une série dérivée de l'univers de The Walking Dead.

## Synopsis
L'histoire se déroule au tout début de l'épidémie et se passe dans la ville de Los Angeles et non à Atlanta.
Madison est conseillère d'orientation dans un lycée de Los Angeles. Depuis la mort de son mari, elle élève seule ses deux enfants : Alicia, excellente élève qui découvre les premiers émois amoureux et son grand frère Nick qui a quitté la fac, cumule les problèmes. Ils n'acceptent pas vraiment le nouveau compagnon de leur mère, Travis, professeur dans le même lycée et père divorcé d'un jeune adolescent. Autour de cette famille recomposée qui a du mal à vivre ensemble, d'étranges comportements font leur apparition.

## Distribution

### Acteurs principaux
- Kim Dickens (VF : Rafaèle Moutier) : Madison Clark
- Cliff Curtis (VF : Bruno Magne) : Travis Manawa
- Frank Dillane (VF : Romain Altché) : Nick Clark
- Alycia Debnam-Carey (VF : Anouck Hautbois) : Alicia Clark
- Elizabeth Rodriguez (VF : Ethel Houbiers) : Liza Ortiz
- Mercedes Masohn (VF : Julie Cavanna) : Ofelia Salazar
- Lorenzo James Henrie (VF : Julien Crampon) : Chris Manawa
- Rubén Blades (VF : Gilbert Lévy) : Daniel Salazar

### Acteurs récurrents
- Patricia Reyes Spíndola : Griselda Salazar, la femme de Daniel (4 épisodes)
- Sandrine Holt (VF : Anneliese Fromont) : Dr Bethany Exner (3 épisodes)
- Shawn Hatosy (VF : Marc Arnaud) : le caporal Andrew Adams (3 épisodes)
- Colman Domingo (VF : Lucien Jean-Baptiste) : Strand (épisodes 5 et 6)

### Invités
- Maestro Harrell (VF : Eilias Changuel) : Matt, le petit ami d'Alicia (épisodes 1 et 2)
- Lincoln Castellanos (VF : Gabriel Bismuth-Bienaimé) : Tobias (épisodes 1 et 2)
- Scott Lawrence (VF : Thierry Mercier) : Artie Costa (épisodes 1 et 2)
- Keith Powers : Calvin, le dealeur (épisode 1)
- Lexi Johnson (aucun dialogue) : Gloria, l'ami de Nick (épisode 1)
- Lak Rana (VF : Vincent Ropion) : le docteur (épisode 1)
- Noah Beggs (aucun dialogue) : Peter Dawson (épisodes 2 et 3)
- Cici Lau (aucun dialogue) : Susan Tran (épisode 3)
- Jim Lau (VF : Jean-Marc Charrier) : Patrick Tran (épisode 3)
- Steven Allerick : le garde no 2 (épisode 3)
- Cynthia Rose Hall : le garde féminin (épisode 3)
- John Stewart (VF : Franck Sportis) : Douglas Thompson (épisodes 4 et 5)
- Jamie McShane (VF : Bertrand Liebert) : le lieutenant Moyers (épisodes 4 et 5)
- Megan Danso : une interne (épisode 6)

## Production

### Développement
Après une première annonce d'un projet de série dérivée en septembre 2013, AMC annonce en mars 2015, la commande de cette série, avec un engagement de deux saisons.

### Attribution des rôles
Entre juin et août 2015, Sandrine Holt, Maestro Harrell, Colman Domingo, Shawn Hatosy, Scott Lawrence et Lincoln A. Castellanos rejoignent la série dans un rôle récurrent.

## Liste des épisodes
1. Pilote
2. Si proche et pourtant si loin
3. Le Chien
4. Résister
5. Cobalt
6. L'Homme bon

### Épisode 1:Pilote
- États-Unis : 23 août 2015[10] sur AMC[11]
- France :
  - 24 août 2015 sur Canal+ Séries[12] (en VOSTFr)
  - 25 août 2015 sur iTunes Store[13] (en VF, service VOD)

- États-Unis : 10,13 millions de téléspectateurs[14] (première diffusion)

À Los Angeles, Nick Clark se réveille dans une église abandonnée, devenue un repaire de toxicomanes (junkies). Encore sous l'effet de la drogue, il déambule à l'intérieur et découvre de multiples traces de sang ainsi qu'un homme mort avec une plaie au cou. Arrivant dans la nef, il découvre son amie Gloria en train de dévorer la mâchoire d'un cadavre. Elle se relève, la bouche pleine de sang, les yeux anormalement clairs et un couteau planté dans le ventre. Nick s'enfuit alors de l'église, et est renversé par une voiture. Transporté d'urgence à l'hôpital, il se réveille menotté et interrogé par la police qui veut le nom de son dealer. Entre-temps, un vieil homme est amené dans la chambre de Nick, affaiblit et sous assistance respiratoire. La mère de Nick, Madison, arrive alors, accompagnée de sa sœur Alicia et de son beau-père Travis Manawa. Ce dernier essaye d'apaiser les tensions entre Nick, sa mère et sa sœur, puis s'isole pour parler au téléphone à son ex-femme ainsi qu'à son fils, avec qui il a des relations tendues.
Madison se rend au lycée où elle travaille, et surprend un élève, Tobias, avec un couteau dans sa poche. Ce dernier confie ne pas se sentir en sécurité avec cette mystérieuse épidémie de grippe qui semble s'être propagée dans plusieurs États du pays, rapportant des cas de folies et de meurtres. Madison confisque l'arme, et lui dit simplement que si quelque chose n'allait pas, elle est sûre que les autorités tiendraient la population informée.
De son côté, Nick confie à Travis ce qu'il a vu à l'église, confus car sûr d'avoir été sous le coup des effets de la drogue, mais en même temps déstabilisé par l'impression que ce qu'il a vu semblait si réel. Travis décide alors de se rendre à l'église abandonnée, et tombe nez-à-nez avec un junkie qui le supplie de ne pas le tuer, visiblement affolé par quelque chose. Il descend ensuite vers la nef, et ne trouve à l'endroit où était Gloria qu'une marre de sang pleine de viscères. Il rapporte les événements à Madison, mais cette dernière ne semble pas inquiète, trouvant cela normal pour un squat.
Un peu plus tard, le vieil homme de l’hôpital fait un arrêt cardiaque et Nick en profite pour s'en enfuir. Madison et Travis arrivent, alertés de l'incident, et décident de passer ensemble à l'église pour comprendre ce qui lui arrive réellement. Sur le chemin, Madison aperçoit un homme à la démarche bizarre près d'un parc, au début de l'épisode plein d'enfants mais ici totalement déserté, en plus de nombreuses affiches rapportant la disparition d'enfants. Arrivée sur les lieux, Madison se rend compte de l'étendue des dégâts, et s'écroule de chagrin à la vue d'une seringue cachée dans un livre qui appartient à Nick. Ils vont alors voir Calvin, un ami de Nick, mais lui non plus ne sait pas où il est, alors que de son côté Nick essaye de le joindre à plusieurs reprises par téléphone. Alicia attend son petit-ami qui lui a donné rendez-vous sur la plage de Venice, mais il ne vient pas. En rentrant, Madison et Travis se retrouvent bloqués à une sortie d'autoroute et entendent des coups de feu. Ils préfèrent abandonner cette sortie et continuer leur route avant de rentrer chez eux.
Ce n'est que le lendemain que les événements sont rendus publics : une caméra a filmé un ambulancier se faire mordre par un homme qui semblait être mort sur un brancard. Des policiers tentent alors de le dégager, mais l'homme résiste et les policiers sont contraints de vider leurs chargeurs sur l'homme qui se relève malgré tout, avant d'être neutralisé par un tir à la tête. La vidéo fait le tour des réseaux sociaux et les établissements scolaires renvoient les élèves chez eux.

### Épisode 2:Si proche et pourtant si loin
- États-Unis : 30 août 2015 sur AMC
- France :
  - 31 août 2015 sur Canal+ Séries (en VOSTFr)
  - 1er septembre 2015 sur iTunes Store[13] (en VF, service VOD)

- États-Unis : 8,184 millions de téléspectateurs[15] (première diffusion)

Pendant que le proviseur Artie Costa vérifie par talkie-walkie avec les autorités que le lycée est entièrement évacué en le parcourant à pied, Alicia rentre chez elle. Marchant sur la route, elle passe et s'arrête devant la propriété des parents de Matt, son petit-ami qui ne s'était pas rendu au rendez-vous prévu de Venice. Voyant la porte d'entrée ouverte, elle pénètre dans la maison. Alicia l'appelle, sans réponse, et traverse les différentes pièces. Inquiète de voir différents biens renversés sur son chemin, elle le retrouve finalement allongé par terre, dans un état qui la trouble.
Dans le même temps, Travis, Madison et Nick fuient en voiture le lieu où ils ont laissé Calvin, Travis manquant de peu de provoquer un accident avec un camion en reculant violemment son pick-up. Désormais conscients de ce que représente l'épidémie et pendant que Nick cherche des infos en écoutant les différentes stations de radio, sans succès, les deux parents appellent chacun leurs proches afin de les réunir et décider de la meilleure façon de quitter la ville. N'arrivant pas à les joindre directement, ils commencent à réfléchir au lieu de refuge idéal lorsqu'Alicia rappelle sa mère à la suite de son message sur son répondeur et leur demande, après avoir exposé la situation (urgences injoignables, parents absents de la maison) et décrit l'état de Matt, de passer chez lui pour les retrouver. Travis change de fait d'itinéraire pour s'y rendre en moins de 10 minutes.
En parallèle, Chris, le fils de Travis et son ex-femme Liza, se trouve dans le bus sur le chemin du retour chez sa mère. Marginalisé par ses camarades, il ignore les appels sur son portable de son père et préfère se plonger, les écouteurs enfoncés dans les oreilles, dans la musique. Entre-temps, Nick, sa mère et Travis arrivent chez Matt et rejoignent Alicia dans la pièce où il se trouve, alors qu'il présente tous les symptômes apparents de la grippe (fièvre, toux, bronchite, conjonctivite). Madison ordonne à sa fille de s'éloigner de lui, redoutant une possible contagion. Travis prend les choses en main en prétextant de parler à Matt et demande à Alicia d'apporter un verre d'eau afin qu'elle aille hors de la pièce. Échangeant avec lui, il apprend que les symptômes sont apparus la veille (ce qui permet de comprendre le rendez-vous manqué à Venice) et que ses parents sont de retour pour aujourd'hui. De son côté, Nick fouille la salle de bain à la recherche de médicaments. Travis décide d'ausculter Matt et découvre la vérité qu'ils redoutaient sur son état : il a été mordu et est donc bien porteur des symptômes de l'épidémie. Cependant, témoins avec Nick et Madison de ce qui s'est passé pour Calvin, ils commencent à formuler des hypothèses sans pouvoir être certain de l'origine et du mode de transmission. Quand Alicia revient, sa mère ne veut pas qu'elle le voit et une dispute éclate. Matt l'interrompt en appelant sa copine et lui explique que le mieux qu'ils puissent faire est de partir, puisque ses parents ne tarderont pas à rentrer, qu'il va s'en sortir et qu'elle n'a donc pas à s'en faire. Après s'être redits leur amour l'un pour l'autre et une étreinte, ainsi que les remerciements de Madison devant la décision prise par Matt, Alicia et les siens s'en vont. Madison, Travis et lui sont tout de même conscients de la gravité de son état et le regard échangé entre Travis et Matt avant de quitter la pièce ressemble à des adieux.
Chris, toujours sur le trajet du retour, est lui intrigué par l'arrêt temporaire du bus dû au passage d'une ambulance le long du véhicule. Un piéton en profite pour entrer dans le bus et informe ses passagers d'un événement sans doute lié à cet arrêt : un sans-abri a été abattu de nombreux coups de feu par les forces de l'ordre, sans raison apparente. De retour à la maison, Travis, Madison, Nick et sa sœur prennent le temps d’observer les alentours. Une fête d'anniversaire pour les 9 ans de Gladys, la voisine d'en face est annoncée par sa mère, Mme Cruz, invitation à laquelle semblent répondre poliment Travis et Madison. La menace se fait cependant présente, par le fait que les autres invités se décommandent par peur de ce qui est encore considéré comme une grippe, et qu'il n'y a personne dehors. Leur voisin proche Peter fait, lui, ses bagages pour quitter la ville. Il répond par un signe de la main à Madison tout en toussant, ce qui ne fait que renforcer leur méfiance face à l'épidémie. À l'intérieur, Nick, effrayé par ce qu'il a vu de l'épidémie à travers Gloria et Calvin, a une conversation avec sa mère sur la façon d'avertir les voisins par rapport à ce qu'ils ont vu. Madison promet de leur en parler et remercie son fils de les avoir sauvé, elle et Travis, de Calvin et tente de le rassurer. Ce dernier l'avertit qu'il va bientôt se trouver en état de souffrance, indiquant une crise de manque imminente. Travis, n'ayant aucune nouvelle ni de Liza, ni de Chris, faute d'arriver à les joindre et Madison le lui conseillant, décide de partir à leur recherche. Après avoir nettoyé sa voiture des traces de sang de Calvin encore présentes sur l'avant, à la suite de l'acte de Nick, et avoir convenu avec Maddy de ne pas l'attendre en cas de retard, il s'en va pendant qu'elle se dirige vers les Cruz pour discuter.
Sur le trajet, Travis arrive à joindre son ex-femme qui, ne comprenant pas pourquoi Travis cherche à les joindre depuis tout à l'heure et pensant qu'il veut absolument obtenir la garde de son fils pour le week-end contrairement à ce qui était prévu entre eux, elle lui raccroche au nez malgré ses tentatives de mise en garde pour que Chris rentre au plus tôt. Intrigué par le fait que les forces de l'ordre se soient acharnés sur un homme sans défense, Chris est descendu du bus et se dirige vers l'endroit où cela s'est passé, suivant les personnes qui viennent de plus en plus nombreux. Il est troublé par la plaie soignée à l'arrière d'une ambulance présente sur le bras d'un officier de police. Chez les Clark, Nick, en manque de traitement, commence à être en crise. Sa mère, n'arrivant pas à joindre leur médecin, prend la décision d'aller chercher des médicaments au Lycée et demande à Alicia de veiller sur son frère et de ne quitter sous aucun prétexte le domicile. Travis constate que les routes sont bouchonnées pour quitter la ville, et que même les forces de l'ordre font leurs provisions de vivres en prévision de l'épidémie redoutée. Arrivée au Lycée, Maddy réussit à s'approvisionner en médicaments et est surprise par Tobias, revenu pour récupérer son couteau qu'elle avait confisqué.
La foule commence à grossir autour de la victime, et Chris décide de filmer avec sa caméra pour saisir la réaction de la foule et tenter de comprendre le geste des policiers. Pendant que Nick passe un très mauvais moment de la crise de manque, sa sœur décide de retourner chez Matt pour le soigner. Nick la supplie de rester, essayant sans convaincre de lui expliquer, d'après son expérience, ce que risque de lui faire son petit-ami. Excédée par le non-respect récurrent des promesses de son frère de décrocher de la drogue et le constat qu'elle en tire, Alicia claque la porte, puis revient immédiatement car elle n'entendait plus les supplications répétées de Nick : celui-ci commençait à faire une sévère crise d'épilepsie. Travis arrive enfin chez Liza, qui ne comprend toujours pas l'acharnement de son ancien mari à les rejoindre. Après avoir tenté de lui expliquer ce qu'il sait, elle n'étant au courant de rien car couchée tard sans prendre connaissance des bulletins d'infos, il tente de joindre son fils avec le portable de son ex. Chris décroche et explique sans trop de précisions où il se trouve, happé par le déroulement de ce qu'il se passe et certain de se trouver au centre d'un événement d'envergure, puis raccroche lui aussi au nez de son père. Sa mère, ayant ouvert la télé pour voir les infos et voyant le lieu de la manif en direct, en déduit que leur fils se trouve là-bas et prennent la route.
Au lycée, Mme Clark et Tobias se rendent à la cantine pour faire des provisions de conserves en prévision de ce qu'ils redoutent, Tobias exposant ce qui risque de les attendre tous. Chez eux, Nick se réveille sur le canapé et remercie sa sœur d'être finalement restée, conscient qu'elle lui a sauvé la vie et qu'il a sans doute fait de même avec elle. Sur le chemin de la sortie du Lycée avec Tobias et revenue au bureau vide du proviseur Costa pour y déposer la clé de l'infirmerie, Maddy est attirée par la sonnerie du détecteur de métaux à l'entrée du Lycée et par le bruit d'une respiration émis, depuis le poste situé dans le bureau, par l'un des talkie-walkie du personnel. Tobias déduit que c'est une personne infectée par l'épidémie. Se dépêchant de quitter au plus vite le lieu, ils aperçoivent la silhouette du proviseur s'éloignant d'eux derrière une porte à double-battants. Maddy appelle Artie et celui-ci va vers eux le pas chancelant, la chemise ensanglantée, grognant, la mâchoire de travers et les yeux vitreux et injectés de sang. Maddy tente de communiquer sans succès avec le malheureux proviseur, alors que celui-ci commence à l'attaquer. Tobias riposte avec son couteau et tous deux se retrouvent projetés dans un escalier, les dévalant en roulant l'un sur l'autre. Au bas de l'escalier, Artie continue à attaquer son élève sans retenue, manquant de le mordre au cou et au visage à plusieurs reprises. Il faut l'intervention de Maddy armée d'un extincteur pour qu'il lâche prise et soit mis apparemment hors d'état de nuire, libérant Tobias de son emprise. Après s'être remis de leurs émotions, les deux rescapés quittent les lieux avec la voiture de Mme Clark.
Au centre-ville, les Manawa-Ortiz retrouvent enfin leur fils et Travis tente de le convaincre de quitter le lieu de rassemblement de la foule, malgré la portée et l'importance de ce qui s'est passé ici, le danger pouvant survenir à tout moment. Il est appuyé dans sa démarche par Liza, témoin de l'état du corps découvert par le vent et l'arrivée des équipes de secours en tenue de décontamination. Une jeune femme contaminée, surgie de derrière l'endroit où se trouve le corps du SDF, est également abattue par les forces de l'ordre, ce qui déclenche une panique générale dispersant la foule dans toute la ville. N'arrivant pas à rejoindre leur véhicule, Travis, Liza et Chris cherchent un lieu pour s'abriter et insistent auprès d'un coiffeur d'origine cubaine, M. Salazar, pour s'y réfugier pendant un moment. Celui-ci n'est pas pour les faire entrer, et il faut la persuasion de sa femme et l'insistance de Liza pour qu'il consente à les accueillir pour ce qui ne doit être qu'une courte période. En cherchant une sortie par l'arrière de la boutique, ils tombent sur la fille du couple, Ofelia, qui leur confirme qu'il n'y a pas d'autre issue que la porte d'entrée de la boutique, protégée par un solide rideau métallique pour le moment.
Madison dépose Tobias chez lui et essaie de le convaincre de venir chez elle pour s'y réfugier avec ses enfants. Celui-ci la rassure et s'inquiète plutôt pour elle et la suite des événements. Lorsque Tobias rentre chez lui, Maddy croise une voiture avec à l'arrière des enfants munis de masques de protection respiratoire : la peur semble envahir l'ensemble de la population.

### Épisode 3:Le Chien
- États-Unis : 13 septembre 2015 sur AMC
- France : 
  - 14 septembre 2015 sur Canal+ Séries (en VOSTFr)
  - 15 septembre 2015 sur iTunes Store[13] (en VF, service VOD)

- États-Unis : 7,185 millions de téléspectateurs[16] (première diffusion)

### Épisode 4:Résister
- États-Unis : 20 septembre 2015 sur AMC
- France : 
  - 21 septembre 2015 sur Canal+ Séries (en VOSTFr)
  - 22 septembre 2015 sur iTunes Store[13] (en VF, service VOD)

- États-Unis : 6,62 millions de téléspectateurs[17] (première diffusion)

### Épisode 5:Cobalt
- États-Unis : 27 septembre 2015 sur AMC
- France :
  - 28 septembre 2015 sur Canal+ Séries (en VOSTFr)
  - 29 septembre 2015 sur iTunes Store[13] (en VF, service VOD)
  - 15 septembre 2019 sur TF1 Séries Films (en VF)

- États-Unis : 6,655 millions de téléspectateurs[18] (première diffusion)

- Le titre de cet épisode est une référence au nom qui avait été provisoirement attribué à la série.

### Épisode 6:L'Homme bon
- États-Unis : 4 octobre 2015 sur AMC
- France :
  - 5 octobre 2015 sur Canal+ Séries (en VOSTFr)
  - 6 octobre 2015 sur iTunes Store[13] (en VF, service VOD)

- États-Unis : 6,861 millions de téléspectateurs[19] (première diffusion)

Après l'annonce du départ prochain des militaires gardant la zone de quarantaine, le groupe se prépare à partir vers l'Est dans le désert, mais doit avant cela aller récupérer Liza, Nick et Griselda qu'ils croient toujours vivante. Pour connaître l'emplacement de la base où leurs proches sont détenus, ils ont torturé le caporal Andrew Adams. Travis décide de laisser la liberté à celui-ci à l'insu de Daniel.
Pour faire diversion au périmètre de la base militaire, Daniel libère puis guide jusqu'à celle-ci la horde du stade qui met à mal les défenses de la base, créant petit à petit des brèches dans les fortifications. Le groupe part à la recherche des siens, laissant Chris et Alicia au sous-sol avec les voitures au cas où il ne reviendrait pas. Les deux jeunes se font agresser quelques instants plus tard par trois soldats cherchant à s'enfuir qui leur extorquent les clés d'une des voitures.
De leur côté, Strand et Nick parviennent à s’échapper de leur cellule mais se retrouvent rapidement bloqués dans un cul-de-sac, acculés par les « rôdeurs ». Madison rejoint Nick mais ne peut pas forcer la porte qui les sépare. Liza surgit in extremis pour déverrouiller la porte avec sa carte d'accès, sauvant Nick et Strand d'une mort certaine.
Lors de sa fuite, le groupe tombe sur le docteur Exner, démoralisée, qui leur indique malgré tout une voie de sortie. Le médecin, ayant précédemment euthanasié tous les patients qu'elle avait en charge, les regarde partir et se tourne vers le pistolet d'abattage.
- Cet épisode marque le départ de la distribution principale de Elizabeth Rodriguez (Liza Ortiz).